# 박촌역
박촌역(朴村驛)은 대한민국 인천광역시 계양구 박촌동에 있는 인천교통공사 인천 도시철도 1호선의 전철역이다. 이 역부터 송도달빛축제공원역까지 지하 구간이다.

## 역사
- 1994년 3월 19일: “박촌역”으로 역명 결정[1]
- 1999년 10월 6일: 인천 도시철도 1호선의 개통에 따라 영업 개시[2]
- 1999년 12월 7일: 박촌 - 귤현 구간 개통의 따라 중간역 및 종착역으로 변경
- 2014년: 스크린도어 설치

## 구조
지하 2층 규모의 지하역으로 지하 1층에 역무 시설이, 지하 2층에 승강장이 있다. 대합실은 역 북쪽(검단호수공원 방향)과 남쪽(송도달빛축제공원 방향)에 각각 하나씩 있으며, 둘 사이에 연결 통로와 각종 설비실 등이 있다. 역무실(고객안내센터)과 화장실 등의 시설은 북쪽 대합실에만 있으며, 남측 대합실에도 매표소로 사용되었던 공간이 존재하나 승차권 발매 무인화 이후로 사용되지 않는다. 승강장과 대합실은 승강장 양 끝에 있는 계단으로 연결되며, 남측 대합실과 승강장을 잇는 계단 옆에 엘리베이터가 추가로 설치되어 있다. 귤현차량사업소로 이어지는 입·출고선이 이 역의 북쪽에서 본선과 분기하여 입체 교차하며, 기지 입·출고 열차는 이 역에서 시·종착한다. 귤현 방면 중선은 본선과 연결되어 있지 않다.
출입구는 4곳이다. 1·4번 출입구가 북측 대합실과 2·3번 출구가 남측 대합실과 각각 연결되어 있다. 또한 2·3번 출구 사이에 외부와 대합실을 잇는 엘리베이터가 설치되어 있다. 1번 출구는 본래 계단만 있었으나, 출구를 전면 폐쇄·재시공하여 상·하행 에스컬레이터를 설치하는 공사가 2018년 말에 완료되었다.
검단 연장 이후 박촌종착 열차는 평일 아침/저녁 RH에만 존재한다.

### 승강장
2면 3선의 곡선 쌍섬식 승강장을 갖춘 지하역이며, 완전밀폐형 스크린도어가 설치되어 있다. 평상시에는 하선과 상선만이 영업에 사용된다. 입·출고하는 박촌 착발 열차 또한 각각 상·하선 승강장에서 여객을 취급한다. 중선은 개통 당초부터 박촌 - 동막 구간을 반복 운행하는 열차의 회차 및 여객 취급에 사용되었으나, 해당 열차의 폐지로 2019년 5월 현재는 장애에 따른 차량 교체 등 비상시나, 차량기지 출고열차에 사용된다.
| 귤현 ↑         |
| \| 하 \| 상 \| |
| ↓ 임학         |

| 상행 | ● 인천 도시철도 1호선 | 계양 · 검단호수공원 방면                                                 |
| 하행 | ● 인천 도시철도 1호선 | 계산 · 경인교대입구 · 부평구청 · 부평 · 인천시청 · 송도달빛축제공원 방면 |

## 역 주변
- 계양농협 본점
- 인천세원고등학교
- 인천소양초등학교
- 인천양촌중학교
- 인천양촌초등학교
- 인천예일고등학교
- 인천예일중학교
- 한양자동차운전전문학원
- 인천광역시 어린이과학관
- 박촌동 한양수자인
- 한화아파트
- 풍림아파트
- 동양동
- 동양주공아파트
- 박촌동
- 아주아파트

## 사진

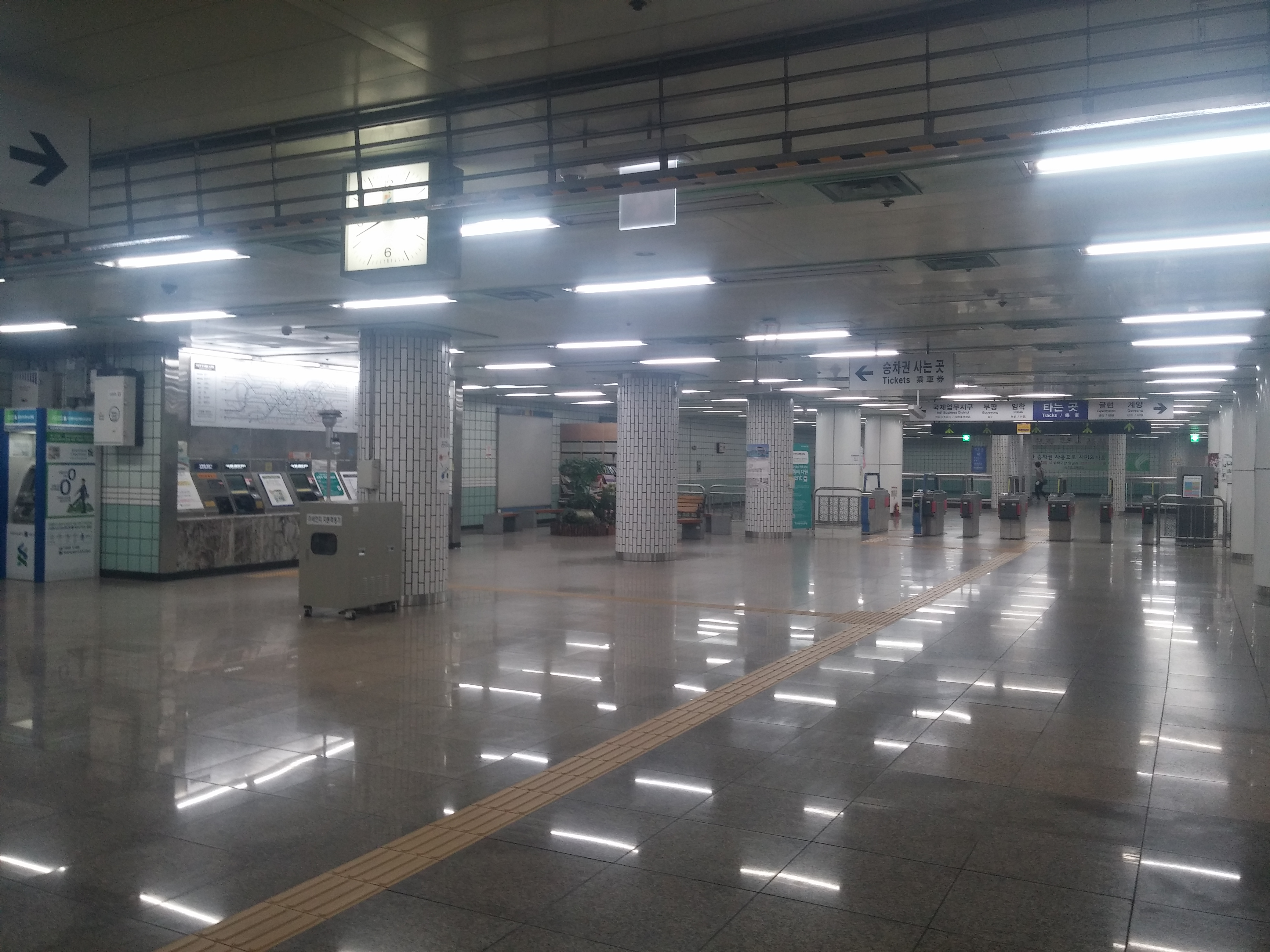
개찰구
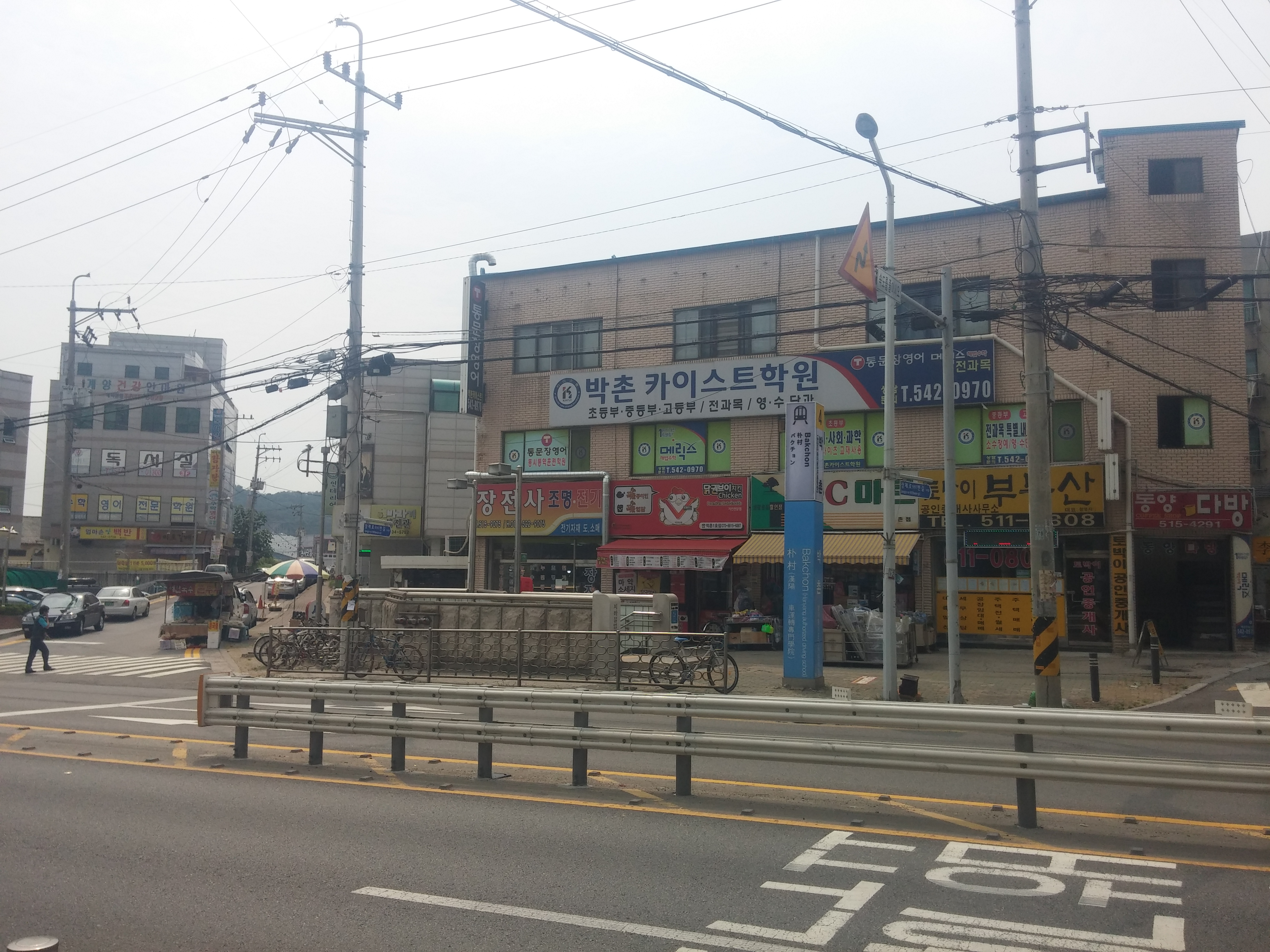
4번 출입구
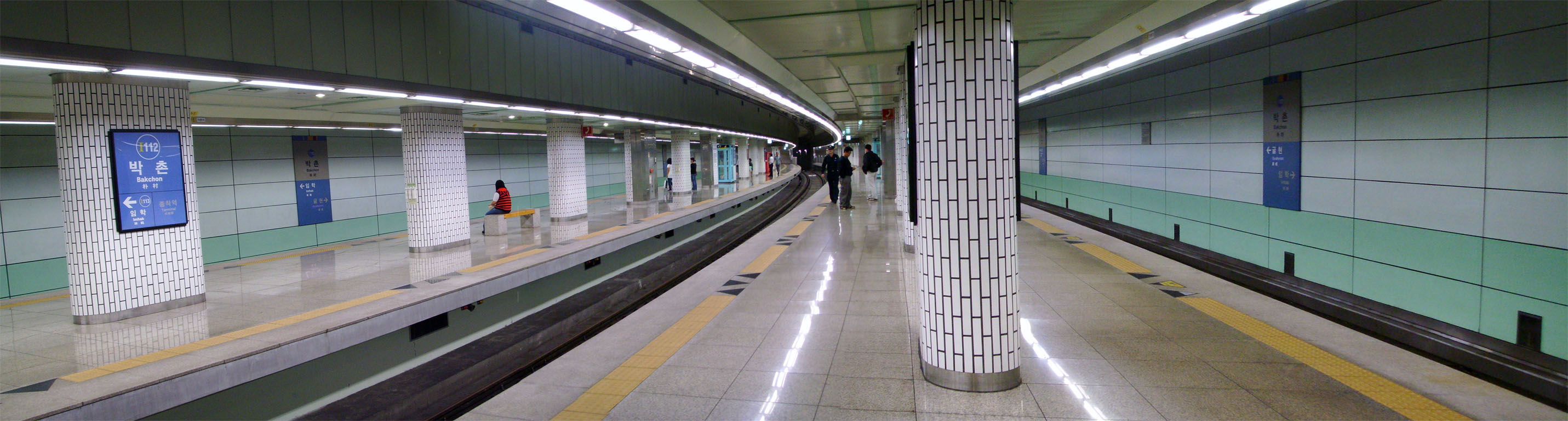
승강장 전경(스크린도어 설치 전)

## 이용객 변동
| 노선      | 노선   | 일평균 인원수 (명/일) | 일평균 인원수 (명/일) | 일평균 인원수 (명/일) | 일평균 인원수 (명/일) | 일평균 인원수 (명/일) | 일평균 인원수 (명/일) | 일평균 인원수 (명/일) | 일평균 인원수 (명/일) | 일평균 인원수 (명/일) | 일평균 인원수 (명/일) | 각주  |
| 노선      | 노선   | 2003년                | 2004년                | 2005년                | 2006년                | 2007년                | 2008년                | 2009년                | 2010년                | 2011년                | 2012년                | 각주  |
| --------- | ------ | --------------------- | --------------------- | --------------------- | --------------------- | --------------------- | --------------------- | --------------------- | --------------------- | --------------------- | --------------------- | ----- |
| 인천1호선 | 승차   | 3,034                 | 2,959                 | 2,876                 | 3,757                 | 3,628                 | 3,365                 | 3,464                 | 3,644                 | 4,091                 | 4,230                 | [ 3 ] |
| 인천1호선 | 하차   | 2,283                 | 2,204                 | 2,229                 | 3,162                 | 3,118                 | 2,939                 | 3,125                 | 3,403                 | 4,044                 | 3,908                 | [ 3 ] |
| 인천1호선 | 승하차 | 5,316                 | 5,177                 | 5,105                 | 6,918                 | 6,746                 | 6,304                 | 6,589                 | 7,047                 | 8,135                 | 8,137                 | [ 3 ] |
| 노선      | 노선   | 2013년                | 2014년                | 2015년                | 2016년                | 2017년                |                       |                       |                       |                       |                       | [ 3 ] |
| 인천1호선 | 승차   | 4,403                 | 4,418                 | 4,201                 | 4,065                 | 3,845                 |                       |                       |                       |                       |                       | [ 3 ] |
| 인천1호선 | 하차   | 4,024                 | 4,010                 | 3,808                 | 3,664                 | 3,371                 |                       |                       |                       |                       |                       | [ 3 ] |
| 인천1호선 | 승하차 | 8,427                 | 8,428                 | 8,009                 | 7,729                 | 7,216                 |                       |                       |                       |                       |                       | [ 3 ] |

## 인접한 역
| 인천 도시철도 1호선         | 인천 도시철도 1호선                      | 인천 도시철도 1호선             |
| --------------------------- | ---------------------------------------- | ------------------------------- |
| I111 귤현 검단호수공원 방면 | ● 인천 도시철도 1호선 (일부 열차 시종착) | I113 임학 송도달빛축제공원 방면 |